# A magam útját járom
A magam útját járom (eredeti cím: Going My Way) egy 1944-es amerikai zenés vígjáték Leo McCarey rendezésében.
A történet egy fiatal katolikus papról szól, aki átveszi egy plébánia irányítását öreg kollégájától. A főszerepben Bing Crosby látható, aki öt dalt énekel a filmben.
A produkció a legnagyobb kasszasiker volt 1944-ben, továbbá tíz Oscar-díjra jelölték, melyből hetet meg is nyert. Barry Fitzgeraldot két kategóriában, legjobb férfi főszereplő és mellékszereplőben is jelölték, végül az utóbbit nyerte meg. Ez a dupla jelölés egyedülálló az Akadémia történetében, később meg is változtatták a szabályt, hogy egy színész csak egy kategóriában jelölhető.
A film folytatása az egy évvel később megjelenő Szent Mary harangjai.
2004-ben az Amerikai Egyesült Államok Nemzeti Filmmegőrzési Bizottsága beválasztotta a filmet a Nemzeti Filmarchívumba.

## Történet
|  | Alább a cselekmény részletei következnek! |

A fiatal Chuck O'Malley atya (Bing Crosby) megérkezik a New York-i Szent Dominik plébániába. Fesztelen, közvetlen modora nem kelt túl jó benyomást az idősebb Fitzgibbon atyában (Barry Fitzgerald). Az erősen tradicionista pap nem nézi jó szemmel fiatalabb kollégája szokásait, különösen hogy golfozik is, és barátságát a még rendszertelenebb pappal, Timothy O'Dowd atyával (Frank McHugh). Egy beszélgetés során O'Malley és O'Dowd között kiderül, hogy a püspökség O'Malleyt küldte hogy vegye át a plébánia irányítását, amellett hogy Fitzgibbon is megmarad ott papnak. Megkímélve Fitzgibbon érzéseit, abban a hitben hagyják az öreg papot, hogy O'Malley csak a segédje.
A film első felében sokszor kibukik O'Malley és Fitzgibbon stílusa közötti éles különbség. A legnagyobb ellentét a két pap között, ahogy a fiatalokkal bánnak, akik közül a legtöbb bajt Tony Scaponi (Stanley Clements) okozza. Fitzgibbon a fiúkat gyakoribb templombajárásra ösztönzi. O'Malley ehelyett megpróbál jobban belefolyni életükbe, Scaponival is barátkozik, és meggyőzi őket, hogy csatlakozzanak a templomi kórushoz.
Az új templomi kórus énekgyakorlatai különösen zavarják Fitzgibbont, aki úgy dönt, hogy a püspökséghez megy áthelyeztetni O'Malleyt. A püspökkel való megbeszélése során arra következtet, hogy a püspök O'Malleyre szeretné bízni a plébánia irányítását. Beletörődik a döntésbe, és felmentését kéri. Visszatérve informála O'Malleyt a püspök döntéséről.
A letört Fitzgibbon feldúltan távozik, majd késő éjjel tér vissza a plébániára. O'Malley ágyba segíti az öreg papot, aki arról mesél, hogy már régóta szeretné meglátogatni az Írországban élő édesanyját, akit már 45 éve nem látott és 90 év fölött jár. Végül O'Malley ír altatódalára alszik el.
Megjelenik Jenny Linden (Rise Stevens), O'Malley egykori barátnője, akivel még az egyházi kötelékbe lépés előtt szakított. Jenny ígéretes színész és énekes pályafutás előtt áll, elbeszélgetnek a múltról, és a fiatal pap meg is nézi a lány egyik opera fellépését is.
Ezután O'Malley meglátogat egy fiatal lányt, aki elszökött otthonról, hogy együtt éljen – sokak szerint bűnben – a templom jelzálogtulajdonosának fiával. O'Malley elmagyarázza a fiatal párnak az életfilozófiáját, amit ő úgy hív "járd az útját", ami a vallásos élet vidám oldalát jelenti. Majd előadja nekik "A magam útját járom" című dalt, amit saját maga írt a témában.
A film részletei végül kezdenek összeállni. Jenny meglátogatja a templomi fiúkórust, és elolvassa A magam útját járom kottáját. Ő, O'Malley és O'Dowd azt találják ki, hogy béreljék ki a városi operaházat, ahol a kórussal és a zenekarral előadnák a számot, és később a dalt eladva, a jogdíjakból megmenthetnék a csőd közelében álló plébániát. A tervük nem sikerül, mert a produkciót meghallgatva a zenei producer nem hiszi, hogy jól eladható lenne a dal. Ahogy a producer elhagyná az előadást, a kórus az utolsó lehetőségét megragadva elénekli a "Swinging on a Star" című dalt, mely már elnyeri a tetszését, és annyi pénzt fizet a jogdíjakért, melyből ki tudják fizetni a templom tartozását.
Ahogy a plébánia helyzete rendeződik, úgy javul meg at O'Malley és Fitzgibbon között lévő viszony is, még golfleckéket is együtt vesznek. Mikor minden rendeződni látszik, a templom hirtelen leég. O'Malley is elhagyni készül a plébániát, hogy elfoglalja a püspökség által kijelölt új helyét. O'Dowd atyát hagyja meg Fitzgibbon segédjeként, Scalponit pedig kinevezi a kórus új vezetőjének. Szenteste az emberek összegyűlnek egy átmeneti templomban a misére és egyben O'Malley atya elbúcsúztatására. Ajándékként O'Malley elhozatta Írországból Fitzgibbon idős édesanyját, ahogy az anya és fia összeölelkezik mialatt a kórus egy ír altatódalt énekel, O'Malley vidáman elsétál.

## Szereplők
- Bing Crosby – Chuck O'Malley atya
- Barry Fitzgerald – Fitzgibbon atya
- Frank McHugh – Timothy O'Dowd atya
- James Brown – Ted Haines Jr.
- Gene Lockhart – Ted Haines Sr.
- Jean Heather – Carol James
- Porter Hall – Mr. Belknap
- Fortunio Bonanova – Tomaso Bozanni
- Eily Malyon – Mrs. Carmody
- Risë Stevens – Genevieve Linden / Jenny Tuffel
- William Frawley – Max Dolan (stáblistán nincs feltüntetve)
- Stanley Clements – Tony Scaponi
- Carl Switzer – Herman Langerhanke

## Érdekességek
A film bemutatójára Bing Crosby 41. születésnapján került sor.
A második világháború után Crosby A magam útját járomból előadott egy színházi darabot a Vatikánban XII. Piusz pápának.

## Fontosabb díjak és jelölések
- Oscar-díj (1945)
  - díj: legjobb film – Paramount Productions
  - díj: legjobb rendező – Leo McCarey
  - díj: legjobb férfi főszereplő – Bing Crosby
  - díj: legjobb férfi mellékszereplő – Barry Fitzgerald
  - díj: legjobb forgatókönyvíró – Frank Buter, Frank Cavett
  - díj: legjobb eredeti történet – Leo McCarey
  - díj: legjobb zene – Johnny Burke, Jimmy Van Heusen
  - jelölés: legjobb vágó – LeRoy Stone
  - jelölés: legjobb férfi főszereplő – Barry Fitzgerald
  - jelölés: legjobb operatőr – Lionel Lindon
- Golden Globe-díj (1945)
  - díj: legjobb film – Paramount Productions
  - díj: legjobb rendező – Leo McCarey
  - díj: legjobb férfi mellékszereplő – Barry Fitzgerald

## Fordítás
- Ez a szócikk részben vagy egészben  a   Going My Way című angol Wikipédia-szócikk fordításán alapul.  Az eredeti cikk szerkesztőit annak laptörténete sorolja fel. Ez a jelzés csupán a megfogalmazás eredetét és a szerzői jogokat jelzi, nem szolgál a cikkben szereplő információk forrásmegjelöléseként.